# Brooklyn Nets 2020-2021
La stagione 2020-2021 dei Brooklyn Nets è stata la 54ª stagione della franchigia nella NBA.

## Draft
| Giro | Scelta | Giocatore  | Ruolo | Nazionalità | Università/Squadra    |
| ---- | ------ | ---------- | ----- | ----------- | --------------------- |
| 1    | 19     | Saddiq Bey | AP    | Stati Uniti | Villanova Wildcats    |
| 2    | 55     | Jay Scrubb | G     | Stati Uniti | John A. Logan College |

## Roster
| \| Pos. \| Num. \| Naz. \| Nome \| Altezza \| Peso \| Data nascita \| Provenienza \| \| ---- \| ---- \| ---- \| ------------------------ \| ------- \| ------ \| ------------ \| ----------------- \| \| G/AP \| 1 \| \| Brown, Bruce \| 193 cm \| 92 kg \| 15-08-1996 \| Miami (FL) \| \| A \| 8 \| \| Green, Jeff \| 203 cm \| 107 kg \| 28-08-1986 \| Georgetown \| \| A/C \| 0 \| \| Perry, Reggie \| 206 cm \| 113 kg \| 21-03-2000 \| Mississippi State \| \| P \| 26 \| \| Dinwiddie, Spencer \| 198 cm \| 91 kg \| 06-04-1993 \| Colorado \| \| G \| 12 \| \| Harris, Joe \| 198 cm \| 99 kg \| 07-09-1991 \| Virginia \| \| G/AP \| 9 \| \| Luwawu-Cabarrot, Timothé \| 198 cm \| 91 kg \| 09-05-1995 \| Francia \| \| G \| 10 \| \| Johnson, Tyler \| 190 cm \| 84 kg \| 07-05-1992 \| Fresno State \| \| G \| 20 \| \| Shamet, Landry \| 196 cm \| 85 kg \| 13-03-1997 \| Wichita State \| \| C \| 33 \| \| Claxton, Nicolas \| 211 cm \| 100 kg \| 17-04-1999 \| Georgia \| \| P \| 11 \| \| Irving, Kyrie \| 191 cm \| 88 kg \| 23-03-1992 \| Duke \| \| AP \| 7 \| \| Durant, Kevin \| 211 cm \| 109 kg \| 29-09-1988 \| Texas \| \| C \| 6 \| \| Jordan, DeAndre \| 211 cm \| 120 kg \| 21-07-1988 \| Texas A&M \| \| A \| 2 \| \| Griffin, Blake \| 208 cm \| 114 kg \| 16-03-1989 \| Oklahoma \| \| G \| 13 \| \| Harden, James \| 196 cm \| 100 kg \| 26-08-1989 \| Arizona State \| \| P \| 4 \| \| Chiozza, Chris \| 183 cm \| 79 kg \| 21-11-1995 \| Florida \| \| A \| 24 \| \| Johnson, Alize \| 206 cm \| 93 kg \| 22-04-1996 \| Missouri \| \| P \| 55 \| \| James, Mike \| 185 cm \| 89 kg \| 18-08-1990 \| Lamar University \| | Allenatore - Steve Nash Assistente/i - Mike D'Antoni - Ryan Forehan-Kelly - Adam Harrington - Royal Ivey - Jordan Ott - Tiago Splitter - Ime Udoka - Jacque Vaughn Legenda - (C) Capitano - (FA) Free agent - (S) Sospeso - (TW) Contratto Two-way - (GL) Assegnato a squadra G League affiliata - (SD) Scelto al Draft - Infortunato Roster • Transazioni · Ultima transazione: 13 maggio 2021 |                                                             |                          |         |        |              |                   |
| Pos. | Num. | Naz.                                                        | Nome                     | Altezza | Peso   | Data nascita | Provenienza       |
| G/AP | 1 | Stati Uniti (bandiera)                                      | Brown, Bruce             | 193 cm  | 92 kg  | 15-08-1996   | Miami (FL)        |
| A | 8 | Stati Uniti (bandiera)                                      | Green, Jeff              | 203 cm  | 107 kg | 28-08-1986   | Georgetown        |
| A/C | 0 | Stati Uniti (bandiera)                                      | Perry, Reggie            | 206 cm  | 113 kg | 21-03-2000   | Mississippi State |
| P | 26 | Stati Uniti (bandiera)                                      | Dinwiddie, Spencer       | 198 cm  | 91 kg  | 06-04-1993   | Colorado          |
| G | 12 | Stati Uniti (bandiera)                                      | Harris, Joe              | 198 cm  | 99 kg  | 07-09-1991   | Virginia          |
| G/AP | 9 | Francia (bandiera)                                          | Luwawu-Cabarrot, Timothé | 198 cm  | 91 kg  | 09-05-1995   | Francia           |
| G | 10 | Stati Uniti (bandiera)                                      | Johnson, Tyler           | 190 cm  | 84 kg  | 07-05-1992   | Fresno State      |
| G | 20 | Stati Uniti (bandiera)                                      | Shamet, Landry           | 196 cm  | 85 kg  | 13-03-1997   | Wichita State     |
| C | 33 | Stati Uniti (bandiera) · Isole Vergini Americane (bandiera) | Claxton, Nicolas         | 211 cm  | 100 kg | 17-04-1999   | Georgia           |
| P | 11 | Stati Uniti (bandiera)                                      | Irving, Kyrie            | 191 cm  | 88 kg  | 23-03-1992   | Duke              |
| AP | 7 | Stati Uniti (bandiera)                                      | Durant, Kevin            | 211 cm  | 109 kg | 29-09-1988   | Texas             |
| C | 6 | Stati Uniti (bandiera)                                      | Jordan, DeAndre          | 211 cm  | 120 kg | 21-07-1988   | Texas A&M         |
| A | 2 | Stati Uniti (bandiera)                                      | Griffin, Blake           | 208 cm  | 114 kg | 16-03-1989   | Oklahoma          |
| G | 13 | Stati Uniti (bandiera)                                      | Harden, James            | 196 cm  | 100 kg | 26-08-1989   | Arizona State     |
| P | 4 | Stati Uniti (bandiera)                                      | Chiozza, Chris           | 183 cm  | 79 kg  | 21-11-1995   | Florida           |
| A | 24 | Stati Uniti (bandiera)                                      | Johnson, Alize           | 206 cm  | 93 kg  | 22-04-1996   | Missouri          |
| P | 55 | Stati Uniti (bandiera)                                      | James, Mike              | 185 cm  | 89 kg  | 18-08-1990   | Lamar University  |

## Uniformi
- Casa

| Association |

- Trasferta

| Icon |

- Alternativa

| Statemant |

- Alternativa

| City |

- Alternativa

| Earned |

- Alternativa

| Classic |

## Classifiche

### Central Division
| Atlantic Division      | V  | S  | V%   | PR   | Casa  | Trasf | Div  | PG |
| ---------------------- | -- | -- | ---- | ---- | ----- | ----- | ---- | -- |
| z – Philadelphia 76ers | 49 | 23 | .681 | 0,0  | 29–7  | 20–16 | 10–2 | 72 |
| x – Brooklyn Nets      | 48 | 24 | .667 | 1,0  | 28–8  | 20–16 | 8–4  | 72 |
| x – N.Y. Knicks        | 41 | 31 | .569 | 8,0  | 25–11 | 16–20 | 4–8  | 72 |
| xp – Boston Celtics    | 36 | 36 | .500 | 13,0 | 21–15 | 15–21 | 4–8  | 72 |
| e – Toronto Raptors    | 27 | 45 | .375 | 22,0 | 16–20 | 11–25 | 4–8  | 72 |

### Eastern Conference
| Eastern Conference | Eastern Conference       | Eastern Conference | Eastern Conference | Eastern Conference | Eastern Conference | Eastern Conference |
| #                  | Squadra                  | V                  | S                  | V%                 | PR                 | PG                 |
| ------------------ | ------------------------ | ------------------ | ------------------ | ------------------ | ------------------ | ------------------ |
| 1                  | z – Philadelphia 76ers * | 49                 | 23                 | .681               | –                  | 72                 |
| 2                  | x – Brooklyn Nets        | 48                 | 24                 | .667               | 1,0                | 72                 |
| 3                  | y – Milwaukee Bucks *    | 46                 | 26                 | .639               | 3,0                | 72                 |
| 4                  | x – N.Y. Knicks          | 41                 | 31                 | .569               | 8,0                | 72                 |
| 5                  | y – Atlanta Hawks *      | 41                 | 31                 | .569               | 8,0                | 72                 |
| 6                  | x – Miami Heat           | 40                 | 32                 | .556               | 9,0                | 72                 |
|                    |                          |                    |                    |                    |                    |                    |
| 7                  | xp – Boston Celtics      | 36                 | 36                 | .500               | 13,0               | 72                 |
| 8                  | xp – Wash. Wizards       | 34                 | 38                 | .472               | 15,0               | 72                 |
| 9                  | ep – Indiana Pacers      | 34                 | 38                 | .472               | 15,0               | 72                 |
| 10                 | ep – Charlotte Hornets   | 33                 | 39                 | .458               | 16,0               | 72                 |
|                    |                          |                    |                    |                    |                    |                    |
| 11                 | e – Chicago Bulls        | 31                 | 41                 | .431               | 18,0               | 72                 |
| 12                 | e – Toronto Raptors      | 27                 | 45                 | .375               | 22,0               | 72                 |
| 13                 | e – Cleveland Cavaliers  | 22                 | 50                 | .306               | 27,0               | 72                 |
| 14                 | e – Orlando Magic        | 21                 | 51                 | .292               | 28,0               | 72                 |
| 15                 | e – Detroit Pistons      | 20                 | 52                 | .278               | 29,0               | 72                 |

Note:
- z – Fattore campo per gli interi playoff
- c – Fattore campo per le finali di Conference
- y – Campione della division
- x – Qualificata ai playoff
- p – Qualificata ai play-in
- e – Eliminata dai playoff
- * – Leader della division

## Mercato

### Free Agency

#### Acquisti
| Data             | Giocatore         | Provenienza        | Ref.   |
| ---------------- | ----------------- | ------------------ | ------ |
| 23 novembre 2020 | Jeff Green        | Houston Rockets    | [ 1 ]  |
| 1 dicembre 2020  | Jordan Bowden     | Tenn. Volunteers   | [ 2 ]  |
| 1 dicembre 2020  | Nate Sestina      | Kentucky Wildcats  | [ 2 ]  |
| 16 dicembre 2020 | Kaiser Gates      | Maine Red Claws    | [ 3 ]  |
| 16 dicembre 2020 | Élie Okobo        | Phoenix Suns       | [ 3 ]  |
| 18 dicembre 2020 | Paul Eboua        | Stella Azzurra     | [ 4 ]  |
| 28 gennaio 2021  | Norvel Pelle      | Philadelphia 76ers | [ 5 ]  |
| 30 gennaio 2021  | Iman Shumpert     | Free Agent         | [ 6 ]  |
| 8 febbraio 2021  | Noah Vonleh       | Denver Nuggets     | [ 7 ]  |
| 16 febbraio 2021 | André Roberson    | Oklahoma Thunder   | [ 8 ]  |
| 24 febbraio 2021 | Tyler Cook        | Iowa Wolves        | [ 9 ]  |
| 8 marzo 2021     | Blake Griffin     | Detroit Pistons    | [ 10 ] |
| 22 marzo 2021    | Alize Johnson     | Raptors 905        | [ 11 ] |
| 28 marzo 2021    | LaMarcus Aldridge | San Antonio Spurs  | [ 12 ] |
| 1 aprile 2021    | Alize Johnson     | Free Agent         | [ 13 ] |
| 23 aprile 2021   | Mike James        | CSKA Mosca         | [ 14 ] |

#### Cessioni
| Data             | Giocatore       | Nuova squadra      | Ref.          |
| ---------------- | --------------- | ------------------ | ------------- |
| 27 novembre 2020 | Garrett Temple  | Chicago Bulls      | [ 15 ]        |
| 3 dicembre 2020  | Justin Anderson | Philadelphia 76ers | [ 16 ]        |
| 11 dicembre 2020 | Jordan Bowden   | Long Island Nets   | [ 17 ] [ 18 ] |
| 11 dicembre 2020 | Nate Sestina    | Long Island Nets   | [ 17 ] [ 18 ] |
| 17 dicembre 2020 | Kaiser Gates    | Long Island Nets   | [ 18 ] [ 19 ] |
| 19 dicembre 2020 | Paul Eboua      | Long Island Nets   | [ 18 ] [ 20 ] |
| 19 dicembre 2020 | Élie Okobo      | Long Island Nets   | [ 18 ] [ 20 ] |
| 22 dicembre 2020 | Jeremiah Martin | Long Island Nets   | [ 18 ] [ 21 ] |
| 14 gennaio 2021  | Donta Hall      | G League Ignite    | [ 22 ]        |
| 16 febbraio 2021 | Norvel Pelle    | Canton Charge      | [ 23 ] [ 24 ] |
| 23 febbraio 2021 | André Roberson  | Free Agent         | [ 25 ]        |
| 23 febbraio 2021 | Iman Shumpert   | Free Agent         | [ 25 ]        |
| 23 febbraio 2021 | Noah Vonleh     | Free Agent         | [ 25 ]        |
| 19 marzo 2021    | Tyler Cook      | Detroit Pistons    | [ 26 ]        |

### Scambi
| 19 novembre 2020 | Brooklyn NetsLandry Shamet (da Clippers) Bruce Brown (da Detroit) Draft rights per Reggie Perry (2020 #57) | L.A. ClippersLuke Kennard (da Detroit) Justin Patton (da Detroit) Draft rights per Jay Scrubb (2020 #55) Scelta 2º giro Draft 2023 (da Detroit) Scelta 2º giro Draft 2024 (da Detroit) Scelta 2º giro Draft 2025 (da Detroit) Scelta 2º giro Draft 2026 (da Detroit) |
| 19 novembre 2020 | Detroit PistonsDžanan Musa (da Brooklyn) Rodney McGruder (da Clippers) Draft rights per Saddiq Bey (2020 #19)(da Brooklyn) Draft rights per Jaylen Hands (2019 #56)(da Brooklyn) Scelta 2º giro Draft 2021 (da Brooklyn) Cash Consideration(da Clippers) | |
| 14 gennaio 2021  | Brooklyn NetsJames Harden (da Houston) Scelta 2º giro Draft 2024 (da Cleveland) | Houston RocketsDanté Exum Rodions Kurucs Victor Oladipo Scelta 1º giro Draft 2022 (da Brooklyn) Scelta 1º giro Draft 2022 (da Cleveland via Milwaukee) Scelta 1º giro Draft 2024 (da Brooklyn) Scelta 1º giro Draft 2026 (da Brooklyn) Swap Scelta 1º giro Draft 2021 (da Brooklyn) Swap Scelta 1º giro Draft 2023 (da Brooklyn) Swap Scelta 1º giro Draft 2025 (da Brooklyn) Swap Scelta 1º giro Draft 2027 (da Brooklyn) |
| 14 gennaio 2021  | Cleveland CavaliersJarrett Allen Taurean Prince Draft rights per Aleksandăr Vezenkov(2017 #57) | Indiana PacersCaris LeVert Scelta 2º giro Draft 2023 (da Houston) Scelta 2º giro Draft 2024 (da Cleveland) Cash considerations |